# Moving Hearts
Moving Hearts est un groupe de folk rock irlandais. originaire de Dublin. Il est formé en 1981 par Christy Moore (ancien fondateur de Planxty). Ils suivent les traces de Horslips en combinant la musique traditionnelle irlandaise avec le rock and roll, ajoutant également à leur son des éléments de jazz.
Le thème politique revient souvent dans leurs chansons, mettant l'accent notamment sur la révolte irlandaise pour l'accès à l'indépendance vis-à-vis de l'Angleterre. Donal Lunny compose des chansons, dont une en hommage au militant irlandais Peadar O'Donnell.

## Biographie

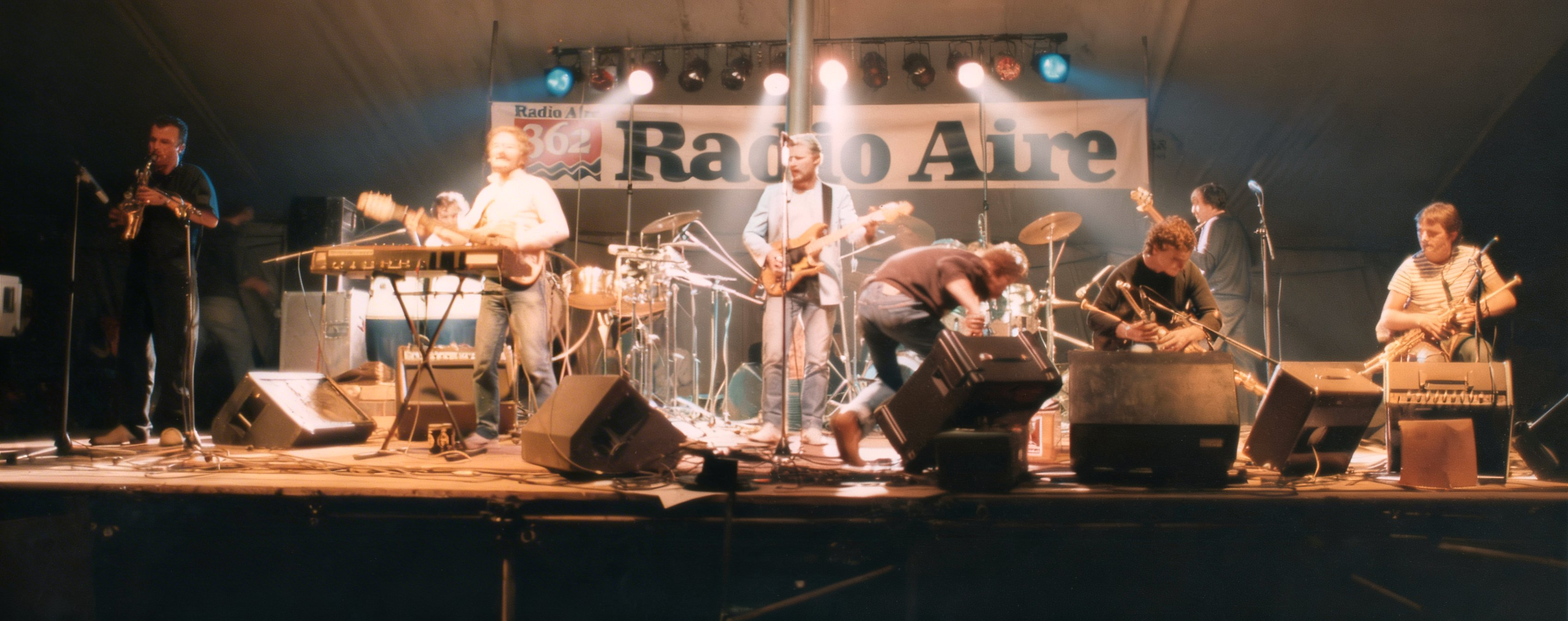
Moving Hearts en 1983.

Le groupe est formé en 1981 lorsque Dónal Lunny (bouzouki) et Christy Moore (chant, guitare et bodhrán), des Planxty, souhaitaient explorer la possibilité de mêler musique contemporaine et musique irlandais traditionnelle. Ils veulent initialement former un trio avec le guitariste Declan Sinnott mais s'établit plutôt pour inclure les musiciens irlandais Keith Donald (saxophone alto), Eoghan O'Neill (basse), Brian Calnan (batterie), et Davy Spillane (uilleann pipes). Pendant leurs débuts, Moving Hearts jouent devant un public restreint au Baggot Inn à Baggot Street de Dublin. Ils jouent deux chansons en 1983 sur l'album de Van Morrison A Sense of Wonder.
Pendant une période après le départ de Hanly, Flo McSweeney et Anthony Drennan se mettent au chant et à la guitare. L'année suivante, le groupe devient instrumental et publie l'album The Storm. À ce stade, le groupe comprend Spillane et Declan Masterson aux uilleann pipes, Lunny au bouzouki, synthétiseur et bodhrán, Donald au saxophone, Noel Eccles aux percussions, Matt Kelleghan à la batterie, O'Neill à la basse et Greg Boland à la guitare.
Le groupe cesse de tourner en 1984, n'apparaissant qu'occasionnellement pendant des festivals comme le Preseli Folk Festival – désormais appelé Fishguard Folk Festival – en 1986. En 1990, le groupe joue au Point Theatre de Dublin pour un concert d'adieu, avec McSweeney au chant.
Moving Hearts se réunit en 2007, annonçant des concerts à Dublin et au Hebridean Celtic Festival de Stornoway. La nouvelle formation comprend Lunny, Spillane, O'Neill, Donald, Kellaghan, Eccles, Drennan, Kevin Glackin, et Graham Henderson.
Le groupe se réunit à nouveau en 2019 pour une série de concerts, notamment le 9 novembre au Queens Hotel à Ennis (Co Clare) à l'occasion du Ennis Trad Festival. Pour ce concert, la formation est composée de Donal Lunny, Davy Spillane, Keith Donald,  Eoghan O’Neill, Noel Eccles, Anthony Drennan, Liam Bradley et Graham Henderson, ainsi que 2 invités : Michel Bonamy et Mick Hanly

## Discographie
- 1982 : The Dark End of the Street
- 1985 : The Storm
- 1986 : Live Hearts (enregistré en 1983)
- 2008 : Live in Dublin (CD, DVD)

## Membres

### Membres actuels
- Donal Lunny - composition
- Davy Spillane - cornemuses, et autres instruments à vent
- Keith Donald - saxophone
- Eoghan O'Neill - basse
- Matt Kellighan
- Noel Eccles
- Anthony Drennan
- Kevin Glackin
- Graham Henderson

### Anciens membres
- Christy Moore - chant
- Brian Calnan - batterie
- Declan Sinnott - guitare